# Marcos Ros Sempere
 Marcos Ros Sempere (Murcia, 24 de marzo de 1974) es un político, profesor y arquitecto español, actual Diputado al Parlamento Europeo en la novena legislatura por el Grupo de la Alianza Progresista de Socialistas y Demócratas.
Fue Vicerrector de Campus y Sostenibilidad de la Universidad Politécnica de Cartagena.  

## Biografía
Se graduó en arquitectura en la Universidad Politécnica de Madrid en el año 2000 y obtuvo el doctorado en la Universidad Complutense de Madrid en el 2005. En el año 2000 comenzó a trabajar como arquitecto. Tuvo, entre otras, las labores de  Arquitecto-Director de la Oficina de Gestión para la Vivienda y Rehabilitación de Cartagena, dependiente de la Comunidad Autónoma de la Región de Murcia, y Arquitecto-Coordinador del Plan Integral de Fachadas de la empresa municipal Casco Antiguo de Cartagena, por el que obtuvo un premio en la Convocatoria XVIII de los Premios de Arquitectura de la Región de Murcia el año 2015 Afiliado al Partido Socialista Obrero Español, entre el 2003 y el 2011 fue concejal del Ayuntamiento de Murcia. Desde 2008 trabajó como profesor en la Universidad Politécnica de Cartagena, siendo subdirector de la Escuela Técnica Superior de Arquitectura y Edificación entre enero de 2015 y febrero de 2016. Obtuvo el premio conjunto por el proyecto Arquitectura On, en la misma convocatoria del Premio de Arquitectura de la Región de Murcia. Fue nombrado Vicerrector de esta universidad responsable de campus y desarrollo sostenible en el 2016[actualizar].
En las elecciones europeas de 2019 se postuló en la lista del PSOE para la novena legislatura con el puesto número 22, en las que el PSOE obtuvo 20 escaños. El nombramiento de Josep Borrell como Alto Representante de Política Exterior de la Unión Europea y su consecuente renuncia al puesto de parlamentario, unido a la nueva estructura del parlamento después del Brexit, en la que España obtuvo cinco escaños extras, llevó a su nombramiento como Parlamentario Europeo con efectos el 1 de febrero de 2020[actualizar].